# MUSIC SHARE
『ミュージックシェア』（英称：MUSIC SHARE）は、WEB音楽番組で、2012年7月5日から毎月火曜日の20:00 - 21:20（JST）に生放送されている音楽番組である。

## 概要
2012年5月、ミュージシャンの本田みちよが仲間をかき集め、俳優の池内万作や関口知宏、カメラマンなど、既存の音楽番組にはない多様性を求めた20名ほどが集まりスタートしたWEB音楽番組である。
司会・進行は本田が担当している。番組開始当初2012年7月から2013年2月までは一人で、2013年3月から2013年9月までは萩原佳明とのダブル司会であったが、萩原の体調不良により、2015年1月からは本田と共に毎回ゲストスピーカーが司会を努めている。

## ゲストアーティスト

### 2012年7月5日からスタート
- #1 : 安田寿之 / Omodaka
- #2 : Language / KUJUN
- #3 : 山口優 / Minguss
- #4 : 柚木隆一郎(EL-MALO) / kyoka / Orbits(TRCHRiDERS, DR.SHINGO,Go Yamada)
- #5 : 中島さち子 / 萩原佳明
- #6 : 伊藤忠之 / Takashi Mori / Hybrid Leisureland

### 2012年特別出演
- #4： 柚木隆一郎の演奏グループ（RYG）：大石純裕(バリトンギター) 柿沼和成(ドラム)
- #5： 中島さち子トリオ：福島紀明(ベース) 清水良憲(ドラム)

### 2013年
- #7 : 2 of a kind (谷中敦（東京スカパラダイスオーケストラ）藤枝伸介（ex-i-dep）) / Piece of Cake(伊藤大輔・MaL)
- #8 : Firo / 三宅優
- #9 ：ビッケとカツマーレー / Her Ghost Friend
- #10 ：渡辺俊美(TOKYO NO.1 SOUL SET) / Babi
- #11 ：本多俊之/ 鈴木よしひさ
- #12 ：高野政所 / Language
- #13 ：北村聡 / 朝日美穂
- #14 ：鈴木光人(SQUARE ENIX) / 金子飛鳥
- #15 ：KEN ISHII / 岩垂徳行
- #16 ：Mijk van Dijk / Katsuhiro Chiba
- #17 ：Hiroshi Watanabe a.k.a. Kaito / The SAMOS
- #18 ：DAFTY / RECORIDE

### 2013年特別出演
- #10 ：佐藤優介 / 大石俊太郎
- #12 ：BIKKE / マイティ/ 板橋駿河 / TOBY
- #15 ：星魚有香
- #16 ：TOBY / KEN=GO→/ Kaori / 本田みちよ

### 2014年
- #19 : THE MAN
- #20 : DJ WARP / Sakiko Osawa
- #21 : Aurora Acoustic(井上薫・小島大介) / Polar Chalors
- #22 : UQiYO / Saxophone Quartet athena
- #23 : HELクライム / ナマコプリ
- #24 : 宇田道信 / クリテツ
- #25 : Charisma.com / 惑星アブノーマル
- #26 : 中塚武 / The KAH
- #27 : mergrim / kazuya matsumoto / DJ蟻
- #28 : Dr. Shingo (柴本新悟)
- #29 : 田尻知之 / Ayu Okakita
- #30 : Massan & Bashiry / Piece of Cake (MaL・小椋タケル)

### 2015年
- #31 : Dip in the pool
- #32 : 伊藤陽一郎 a.k.a. AKAKAGE / 新井仁 with 田中貴(サニーデイ・サービス)
- #33 : 鶴澤清馗・豊竹希太夫 人形浄瑠璃文楽座 / はなわちえ 津軽三味線 / Omodaka テクノ民謡
- #34 : Primula / HiBiKi MaMeShiBa
- #35 : The SAMOS / UQiYO
- #36 : Fake Eyes Production
- #37 : Mijk van Dijk
- #38 : りんたろう / 本多俊之 / 関口知宏
- 8/25 #39 : Haioka / sorto & nodo
- 9/22 #40 : Jan and Naomi / Language
- 10/27 #41 : 松平敬 / Hatis Noito
- 11/24 #42 : 馬喰町バンド
- 12/22 #43 : Re:Served ( NOEMI & MOMOKOMOTION ) / REATMO(ヒューマンビートボックス)

### 2016年
- #044 XXXSSS Tokyo (DJ SARASA＋XLII)
- #045 佐藤和哉(篠笛)＋KOHKI（マルチプレイヤー） / 渡辺 海智(ウクレレ) ＋佐藤仙人文弘(カホン)
- #046 DEN / DJ REDBLOOD / 渋谷聲楓會
- #047 Chocolat & Akito meets The Mattoson 2
- #048 Tomggg / WONK
- #049 Kiano Jones / AYEN
- #050 TOBY / The SAMOS
- #051  岩川光 / Maika Loubté
- #052 Why Sheep?
- #053 Dr. Motte / Hiroshi Watanabe / YaMaO
- #054 SAY YES DOG (From Luxembourg) / 植木 陽史 (Youji Ueki) (和楽器演奏集団 独楽) / 原沢侑高 (詩吟)

### 2017年
- #055 SPEAK NO EVIL
- #056
- #057
- #058 馬喰町バンド / RIO＋佐藤仙人文弘
- #059 Nao Kawamura
- #060 Mother Tereco
- #061 ermhoi
- MUSIC SHARE 5th Anniversary  太夫：豊竹芳穂太夫 / 三味線：鶴澤清馗 /人形：吉田簑紫郎、吉田玉誉、吉田玉延 / The SAMOS / Maika Loubté / XXXSSS TOKYO / Hatis Noit / Omodaka / Mother Tereco / ermhoi
- #062 SHOKO
- #063 Fake Eyes Production
- #064 HOPI
- #065 ROTH BART BARON
- #066 BETAPACK

### 2018年
- #067：Michael Kaneko
- #068：Yordan Markov Bulgaria Quintet
- #069：Ken Ishii × 山下ヤスノブ＝KIYD
- #070：Moment Joon a.k.a. MOMENT
- #071：La señas
- #072：Speak No Evil
- #073：ZA FEEDO
- #074：PEACH CORE
- #075：FLATPLAY
- #076：小林うてな
- #077：東京塩麹
- #078：The SAMOS

### 2019年
- #078 machìna
- #079 Julia Shortreed
- #080 MINGUSS
- #081 Ayu Okakita
- #082 Primula
- #083 ATOM ON SPHERE
- #084 SAKURA TSURUTA
- #085 9m88
- #086 Yosi Horikawa
- #087 OORU TAICHI
- #088 The SAMOS

### 2020年
- #089 Yuri Urano
- #090 aTTn
- #091 TINY STEP "SOUTHSIDE" DUO

### 2021年
- 1. 092 The SAMOS
- #093 aTTn
- #094 BLACKR0
  1. 095 THE FLYING BED
  2. 096 スケボーキング

## 主な内容
毎回ゲストが1～2組登場し、トークと生演奏を行う。

### 現在のコーナー
とくさしけんご「クラシックアワー」
関口知宏「来宮博せの研究成果」
XLII (XXX$$$) Video Mix

### 過去のコーナー
渡部高士「初歩からの音響講座」
萩原佳明「現代音楽にネタを求めることは間違っているだろうか」

## 放送対象地域
『MUSIC SHARE』は、WEB上での放送なので、全世界からアクセス出来る。

## スタッフ
- プロデューサー：本田みちよ
- 配信switcher：池内万作
- テーマ音楽：本田みちよ・OHRYS BIRD
- オープニングアニメーション : OHRYS BIRD
- ロゴデザイン : 山下泰誕
- カメラ：大塚雄一郎・合屋直樹・水野滋人・小林侑
- スチールカメラ：小川貴弘
- PA : 齋藤梅生・森谷友貴
- HP制作 : 本田みちよ
- 協力：Audio Technica Astro Studio・NEO created by OYAIDE Elec.
- 制作著作：一般社団法人 MUSIC SHARE

## ネット局と放送時間
|北海道　準備中
|宮城県　2016年1月12日スタート
|福島県　準備中
|新潟県　準備中
|静岡県　準備中
|京都府　2015年10月20日スタート
|山口県下関市　準備中
|福岡県　準備中
|熊本県　準備中
|沖縄県　準備中

### 不定期放送局
- MUSIC SHARE ATAMI